# تفجير حافلة المريوطية
هجوم المريوطية هو هجوم إرهابي بعبوة متفجرة بدائية الصنع، وقع يوم الجمعة 28 ديسمبر 2018 في شارع المريوطية بحي الهرم التابع لمحافظة الجيزة في مصر. استهدف التفجير حافلة سياحية تقل سياح فيتناميين. أسفر الحادث عن وفاة ثلاثة سياح فيتناميين ومرشدا سياحيا مصريا، وأصيب 9 فيتناميون آخرون ومصري. في اليوم التالي أعلنت وزارة الداخلية المصرية عن إجراء مداهمات أمنية تم خلالها تصفية 14 مسلحاً بمحافظة الجيزة، و16 آخرين قرب طريق الواحات، و10 بمدينة العريش في شمال سيناء.